# Flor da Paisagem
Flor da Paisagem é o álbum de estreia da cantora Amelinha, lançado em 1977 pela gravadora CBS. O álbum conta com a participação e contribuição de artistas como Fagner, Ednardo, Robertinho de Recife, Fausto Nilo, Petrúcio Maia, Tony Bizarro, Abel Silva e entre outros. Foi relançado em CD em 2002.
O disco foi produzido de maneira independente por vários artistas que se encontravam na casa de amigos ou em bares. Assim, muitas das canções contidas no LP foram compostas na casa da própria Amelinha. As gravações foram realizadas no estúdio Eldorado, em São Paulo.
Não alcançou o mesmo sucesso que o seu sucessor, Frevo Mulher, de 1979, e demorou para tocar nas rádios, porém é fruto de um trabalho antológico e marco da música nordestina (especificamente cearense) ascendente da década de 70, que mostravam outras facetas do Nordeste ao resto do Brasil.
"Flor da Paisagem" era a forma com que os amigos de Amelinha a chamavam carinhosamente. A cantora também foi a musa inspiradora da composição da faixa-homônima, composta por Fausto Nilo e Robertinho de Recife. A faixa "Ponta de Espinho", de Ednardo, também foi inspirada na cantora.

## Capa
A imagem da capa, onde Amelinha está debruçada sobre uma janela de uma antiga casa com vasos de flores, originou-se de uma frase que Toquinho dizia para a cantora, tímida ainda no início de sua carreira, para ela soltar sua voz: "Cante bixinha, cante como você canta na janela". A contra-capa também surge de uma frase, mas deferida por Sérgio Pinheiro: "Amelinha, você é como uma mangueira bem frondosa".
A fotografia da capa foi tirada numa casa na estrada de Aquiraz, no litoral do Ceará, pelo fotógrafo cearense Maurício Albano, de qual também fez o vaso de flores improvisado a partir de uma lata de óleo. Já a fotografia da contra-capa é de uma mangueira localizada em Sabiaguaba, Fortaleza, tirada pelo também fotógrafo José Albano.

## Ficha técnica

### Direção
- Direção artística: Jairo Pires
- Direção de estúdio: Fagner, Tony Bizarro e Romeu Giosa
- Direção musical: Fagner

### Produção
- Músicos: Robertinho de Recife, Beto Mello, Ife, Marcinho Werneck, Dudu, Luiz, Osvaldinho.
- Arranjos: Os músicos
- Sugestões: Amelinha
- Cordas e regência: Leo Peracchi
- Estúdio: Eldorado – SP
- Técnicos: Flavio A. Barreira, Luis Carlos Batista, José Luis Costa
- Mixagem: Flavio A. Barreira, José Luis Costa, Romeu Giosa
- Capa: Fausto Nilo, Dado e Maxim

### Fotos
- Capa: Maurício Albano
- Contra-capa: José Albano

## Faixas
| Lado 1 |                    |                        |         |  |
| N.º    | Título             | Compositor(es)         | Duração |  |
| 1.     | "Santo e Demônio"  | Fagner/Ricardo Bezerra | 2:58    |  |
| 2.     | "Ponta de Espinho" | Ednardo                | 2:28    |  |
| 3.     | "Acalmar-se"       | Brandão/Ednardo        | 2:30    |  |
| 4.     | "Aprender a Voar"  | Beto Mello             | 2:23    |  |
| 5.     | "Depende"          | Abel Silva/Fagner      | 2:36    |  |
| 6.     | "Cintura Fina"     | Luiz Gonzaga/Zé Dantas | 2:16    |  |

| Lado 2 |                    |                                  |         |  |
| N.º    | Título             | Compositor(es)                   | Duração |  |
| 1.     | "Senhora Dona"     | Brandão/Petrúcio Maia            | 3:43    |  |
| 2.     | "Flor da Paisagem" | Robertinho de Recife/Fausto Nilo | 3:25    |  |
| 3.     | "Pobre Bichinho"   | Fagner                           | 3:36    |  |
| 4.     | "Mal Doloroso"     | Pepe/Petrúcio Maia               | 3:09    |  |
| 5.     | "Agonia"           | Fagner                           | 3:23    |  |